# ITF Women's Circuit Riviera De Sao Lourenco
L'ITF Women's Circuit Riviera De Sao Lourenco è un torneo professionistico di tennis giocato su campi in cemento. Fa parte dell'ITF Women's Circuit. Si gioca annualmente a Riviera de São Lourenço, una spiaggia nel municipio di Bertioga, in Brasile.

## Albo d'oro

### Singolare
| Anno | Campionessa       | Finalista    | Punteggio |
| ---- | ----------------- | ------------ | --------- |
| 2012 | Roxane Vaisemberg | Bianca Botto | 6–1, 6–1  |

### Doppio
| Anno | Campionesse                  | Finaliste                               | Punteggio |
| ---- | ---------------------------- | --------------------------------------- | --------- |
| 2012 | Mailen Auroux María Irigoyen | Verónica Cepede Royg Florencia Molinero | 6–3, 6–1  |